# من، فرانکنشتاین
من، فرانکنشتاین (انگلیسی: I, Frankenstein) فیلمی در ژانر ترسناک، علمی–تخیلی، اکشن و فانتزی است که در سال ۲۰۱۴ منتشر شد.

## داستان
فرانکنشتاین دانشمند جوان و جاه طلبی است که با استفاده از کنار هم قرار دادن تکه‌های بدن مردگان و اعمال نیروی الکتریکی جانوری زنده به شکل یک انسان و با ابعادی اندکی بزرگ‌تر از یک انسان معمولی می‌سازد. موجودی با صورتی مخوف و ترسناک که بر همه جای بدنش رد بخیه‌های ناشی از دوختن به چشم می‌خورد. هیولای فرانکشتاین همسر او را به قتل می‌رساند و فرانکشتاین به دنبال او تا قطب می‌رود و او می‌میرد و پس از ۲۰۰ سال بعد از تولد هیولا را نشان می‌دهد در این داستان که هیولا ۲۰۰ سال دارد و با فرشته‌ها متحد می‌شود و در پایان داستان هم پسر شیطان را نابود می‌کند.

## بازیگران
- آرون اکهارت: آدام
- بیل نای
- میراندا اتو
- ایوان استراهوفسکی: ترا
- ادن یونگ: ویکتور فرانکنشتین
- جای کورتنی